# 목영
목영(沐英, 1345년 3월 24일 ~ 1392년 5월 17일)은 중국 명(明) 황조의 무신 관료(武臣 官僚)이자 군인 겸 정치가이며 외교관이다.
그는 서달(徐達)과 함께 홍무제(洪武帝)의 양대 애제자(兩代 愛弟子)로도 유명하였다. 자(字)는 문영(文英). 시호는 소정(昭靖).

## 생애
그는 아직 원나라 시대 말기이던 1363년 홍건적 예하 차석부장군 주원장(朱元璋)의 휘하 병솔에 입대하면서 지략을 인정받은 이후 서달(徐達) 등과 함께 직속 상관이던 주원장 장군의 제자(弟子)가 되어 주원장을 주군(主君)이자 사부(師父)로 섬기었으며 탕화(湯和)를 사숙(師叔)으로 섬기었고 서달(徐達)을 사형(師兄)으로 모시었으며 훗날 1368년 사부 주원장이 원나라를 멸국하고 명나라 초대 군주(명 태조 홍무제) 보위 등극하자 1368년 사형 서달(徐達)과 함께 명나라 관직에 본격 등용되었고 1377년 서평후(西平侯)라는 작위에 등림되었다. 1392년 5월 17일을 기하여 그가 서거하자 주군(主君)이자 사부(師父)인 홍무제(洪武帝)는 신하이자 제자였던 그의 장례를 명 제국 귀족 국장으로 성대히 치렀다 한다.

## 같이 보기
- 명의 운남 정복